# Māyāpur

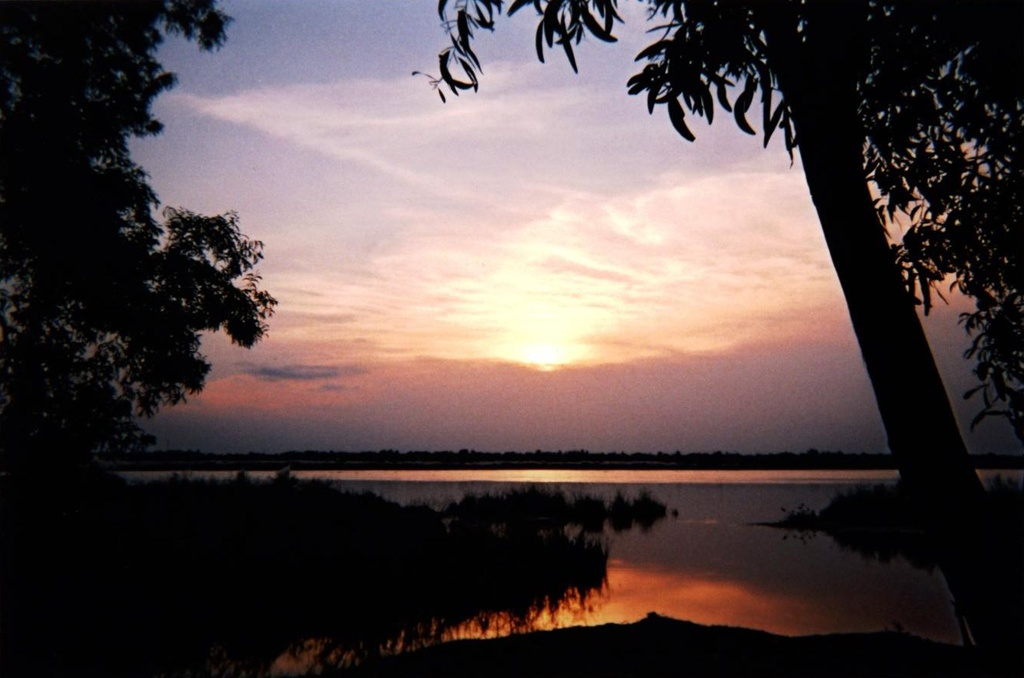
El río Ganges ante Maiápur

Mayápur (মায়াপুর māyāpura, pronunciado en bengalí |moiápur|) es una aldea ubicada en las orillas del río Ganges, en su confluencia con el río Jalangi) cerca de la ciudad de Navadvip (en el estado de Bengala Occidental, India), 130 km al norte de Calcuta (ex Calcuta).
Es un sitio sagrado de peregrinación para los seguidores del vaisnavismo gaudia (el ‘krisnaísmo bengalí’), ya que el santo Chaitania Majáprabhu (1486-1533) —a quien sus seguidores creían una encarnación combinada del dios Krishná y de su amante Radha— nació en esta zona, en un sitio llamado Maiápur, cuya ubicación se desconoce.
En 1887, el escritor y santo bengalí Bhakti Vinoda Thákur (1838-1914) escribió que —estando en el hotel para peregrinos Rani Dharmasala, en el pueblo de Navadvipa— había tenido la visión de un adbhuta mandir (templo maravilloso) enfrente, cruzando el río Ganges.
Dos años después construyó su casa (Swananda Sukhada Kunsha) en Godrumadwip, una zona llana cerca de Maiápur. Investigó en textos védicos que hablaban de Maiápur pero no pudo dilucidar el sitio donde se encontraba (ya que se encuentra en el delta del Ganges, donde los brazos de este caudaloso río cambian el paisaje en pocas décadas).
Cada año visitan Maiápur un millón de peregrinos, en su mayoría miembros occidentales del movimiento Hare Krishna.

## Vaishnavismo
Desde los años setenta, Maiápur es también el sitio de la sede mundial de ISKCON (Asociación Internacional para la Conciencia de Krishna).
Y de varias otras organizaciones krisnaístas, como la Gaudiya Math.
La aldea está centrada en la tradición religiosa krisnaísta bengalí (vaisnava gaudía), con templos dedicados a Radha-Krishná o a Gaura-Nitai (Chaitania con su compañero de vida Nitiánanda).